# Abram Arkhipov
Pour les articles homonymes, voir Arkhipov.
 (août 2024).
Si vous disposez d'ouvrages ou d'articles de référence ou si vous connaissez des sites web de qualité traitant du thème abordé ici, merci de compléter l'article en donnant les références utiles à sa vérifiabilité et en les liant à la section « Notes et références ».
Abram Iefimovitch Arkhipov (en russe : Абрам Ефимович Архипов) est un peintre russe puis soviétique, né le 15 août 1862 (27 août dans le calendrier grégorien) dans le village d'Egorovon, dans l'oblast de Riazan (Empire russe) et mort le 25 septembre 1930 à Moscou (Union soviétique).

## Biographie
Abram Arkhipov naquit avec pour patronyme « Pyrikov » dans une famille pauvre de paysans orthodoxes habitant un village isolé de Russie occidentale. Faisant preuve très tôt de sens artistique, il fut initié précocement à la peinture dans une école locale. À 15 ans, en 1877, ses parents l'encouragèrent dans cette voie et après avoir rassemblé les moyens nécessaires, l'envoyèrent à l'école de peinture, de sculpture et d'architecture de Moscou.
Il y étudia de façon intermittente (1877, 1883, 1886, 1887) en compagnie de condisciples tels que Riabouchkine, Nikolaï Kassatkine, ou Nesterov, avec des professeurs comme Vassili Polenov, Constantin Makovski, Alexeï Savrassov, Illarion Mikhaïlovitch Prianichnikov et Vassili Perov, son maître préféré. Il fut un élève qui fit preuve de beaucoup de persévérance, de sérieux et certaines de ses premières œuvres obtinrent des prix à des expositions. Perov lui conseilla de peindre la vie telle qu'elle était, sans crainte d'en montrer les aspects les plus rudes. Parmi les œuvres réalisées à cette époque, se distinguent La Boutique d'articles d'occasion (1882), L'Ivrogne (1883) et La Taverne (1883), qui se trouvent à la Galerie Tretiakov.
En 1883, il décida de poursuivre ses études à l'Académie impériale des beaux-arts de Saint-Pétersbourg où il resta jusqu'en 1886. Il y eut pour professeurs, entre autres, Bogdan Willewalde, Carl Wenig, Pavel Tchistiakov. Il fut peu satisfait du système d'enseignement, malgré la reconnaissance de son talent et les compliments qu'il obtint avec l'acquisition par la collection permanente de l'Académie impériale de plusieurs de ses dessins, dont le Cavalier désarçonné (1884).
Il revint à Moscou terminer ses études, sous la direction de Vassili Polenov, qui, contrairement à Perov mort deux ans auparavant, exprimait la joie de vivre à travers des tableaux inondés de lumière. Ce ne fut pas sans influencer Arkhipov. De cette période, on retient sa Visite au malade (1885), à la Galerie Tretiakov. Ce tableau pourrait être une illustration de l'influence de Perov avec la représentation de la malade, sa mère, de la femme qui lui rend visite dans un intérieur misérable et de l'influence de Polenov avec la porte grande ouverte sur l'extérieur laissant entrer la lumière d'un soleil éclatant qui illumine la nature.
En 1888, après avoir obtenu son diplôme de l'école de peinture de Moscou, il partit avec d'autres étudiants effectuer un voyage le long de la Volga, où ils peignirent en plein air le jour et la nuit, dormirent dans des villages, chez l'habitant. Depuis 1889, il participait aux expositions artistiques de la société des Ambulants, appelée en Russie « Itinérants », car elle présentait des expositions itinérantes depuis 1870 ; en 1891, il en fut admis comme membre. En 1894, à 32 ans donc, il commença à enseigner à l'école de peinture, de sculpture et d'architecture de Moscou, où il resta professeur jusqu'en 1918, comptant entre autres Leonid Frechkop et Élisabeth Krouglikoff parmi ses élèves. En 1902, il entreprit un voyage dans le nord de la Russie et sur la côte de la mer Blanche et en 1903 il rejoignit l'Union des artistes russes.
Abram Arkhipov continua, la plupart du temps, de peindre en plein air les vastes espaces de la campagne russe au cours des saisons, forêts, fleuves et rivières, champs, routes, villages, scènes de la vie villageoise, pêcheurs, paysans et surtout beaucoup de paysannes, en particulier des régions de Riazan et de Nijni Novgorod, en costumes traditionnels. À ce lyrisme et cette poésie, que dégagent ses tableaux consacrés à la nature et à certains aspects de la vie rurale, s'opposent ses tableaux consacrés à la misère du « petit peuple » russe, aux femmes trimant comme des forçats.
Après la Révolution de 1917, il enseigna pendant deux ans, de 1918 à 1920, aux Ateliers artistiques libres de Moscou, où il compta parmi ses élèves Alexandre Guerassimov, Boris Iakovlev, Boris Ioganson... Il obtint un nouveau poste de 1922 à 1924, où il exerça aux Ateliers supérieurs d'art et de techniques de Moscou Vkhoutemas et enfin il rejoignit en 1924 l'Association des artistes de la Russie révolutionnaire (AKhRR) qui était farouchement opposée au futurisme. Ses fonctions d'enseignant firent qu'il résida le restant de sa vie à Moscou. En 1927, il fut nommé Artiste du peuple de l'URSS et l'année suivante il reçut le titre d'académicien, deux ans avant sa disparition.
Sa sépulture se trouve au cimetière Vagankovo de Moscou.

## Œuvre

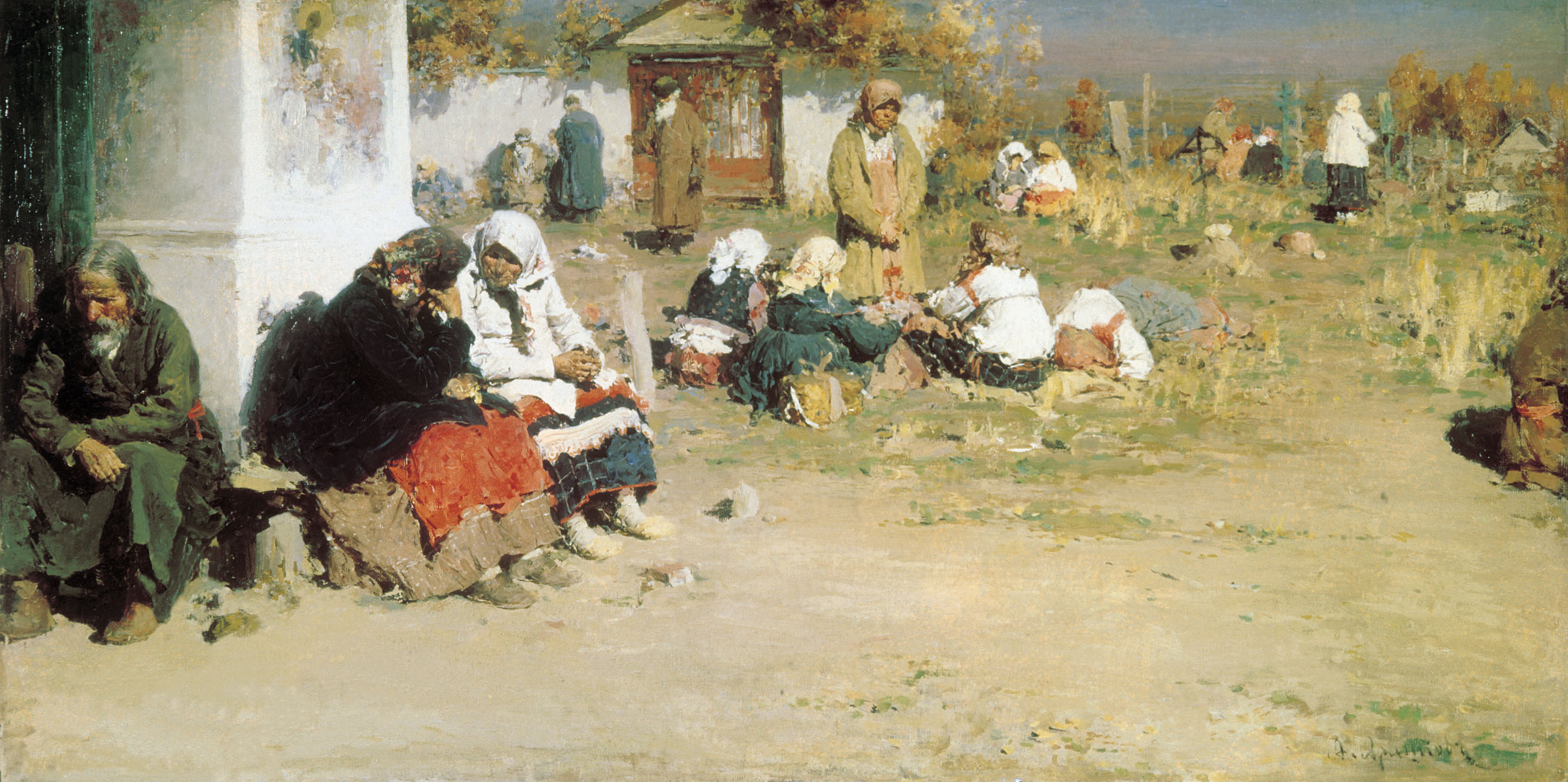
Radonitsa avant la liturgie, Musée Russe

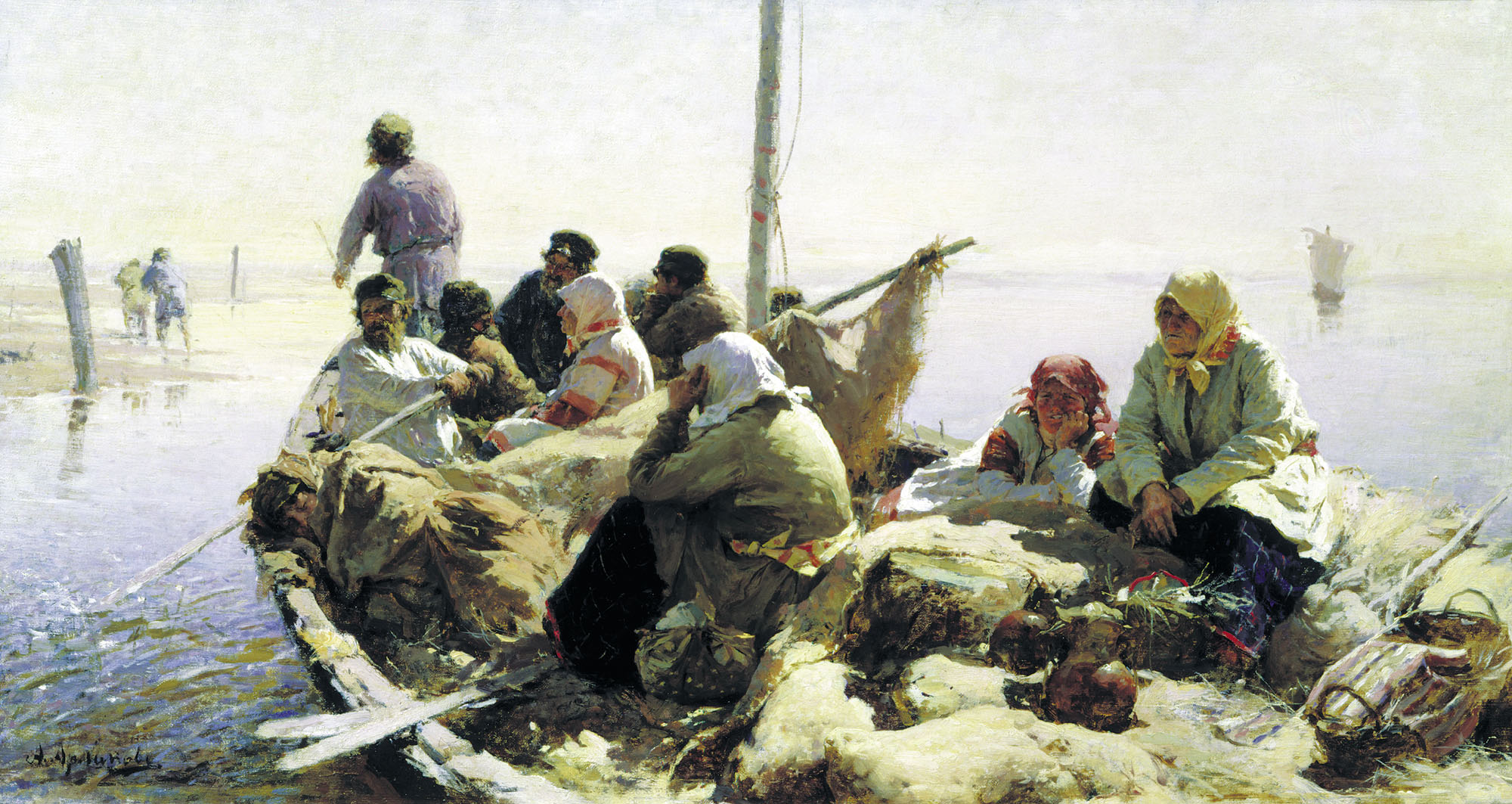
Sur l'Oka, Galerie Tretiakov

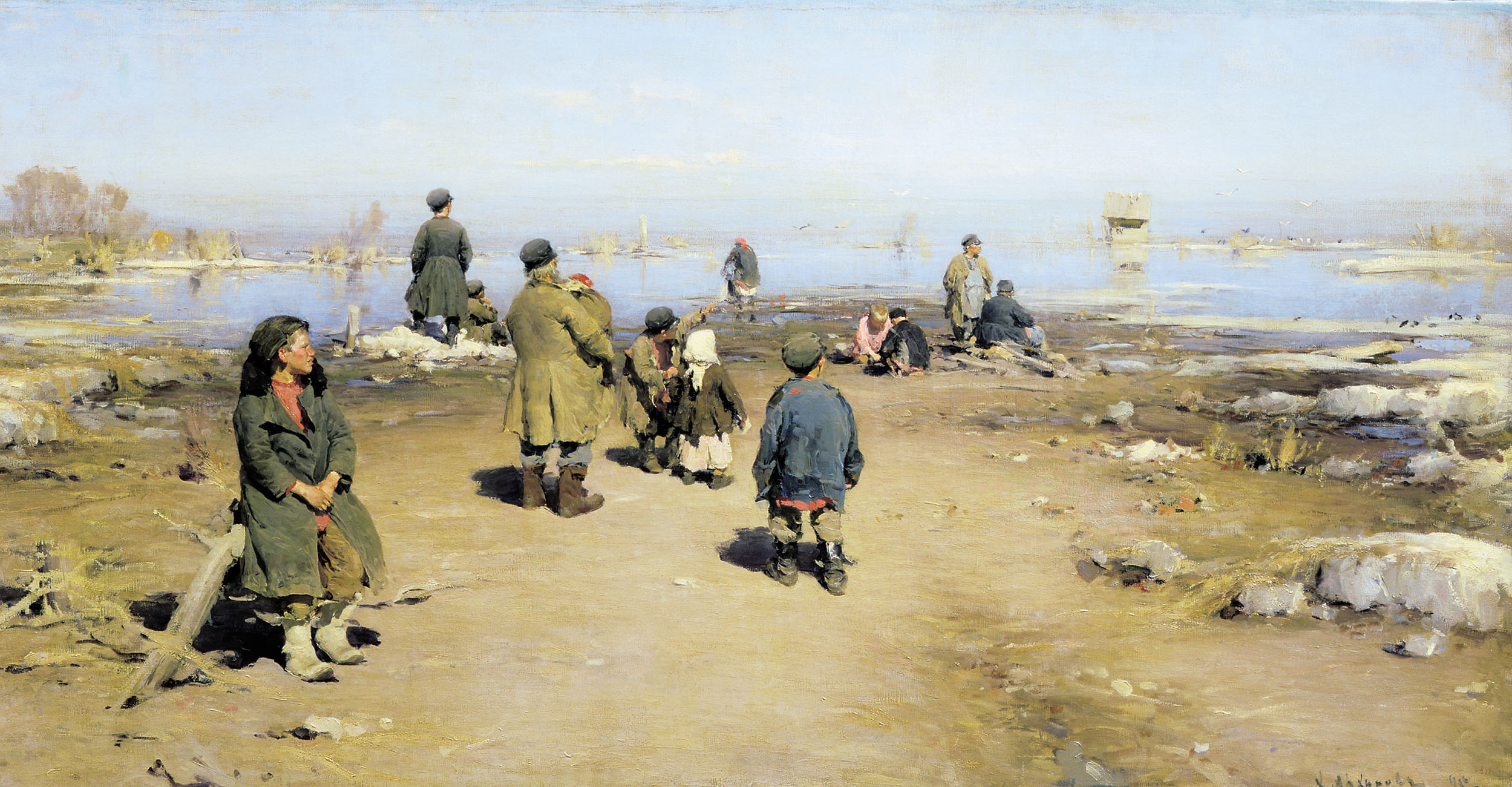
Après le dégel en attendant le bateau, musée régional d'art de Riazan

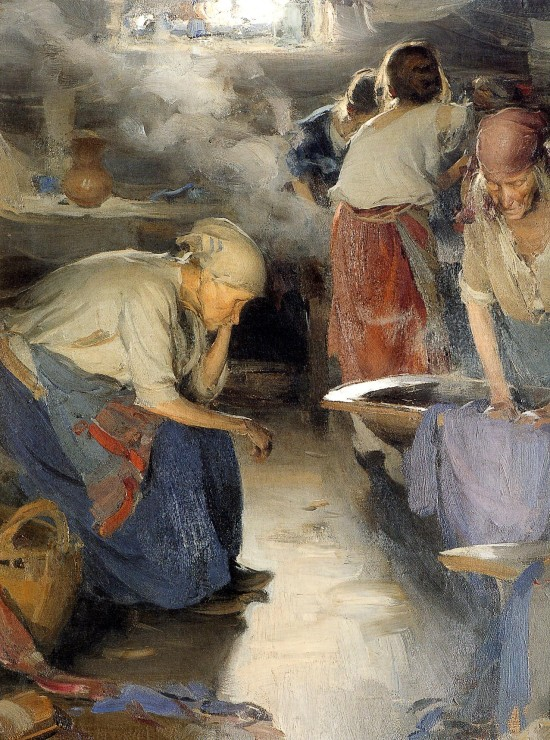
Les Lavandières, Galerie Tretiakov

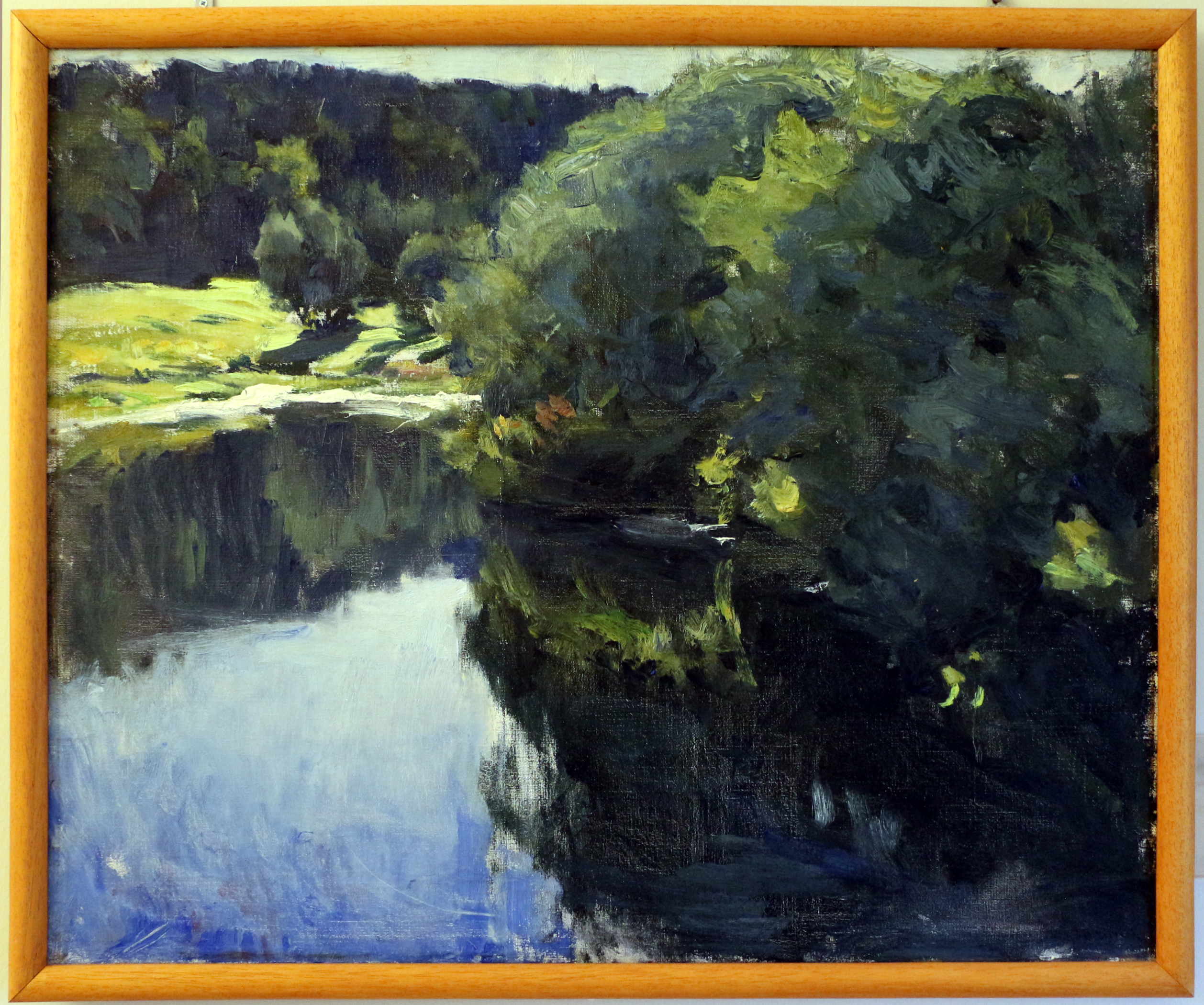
Abram archipov, paesaggio, ante 1924

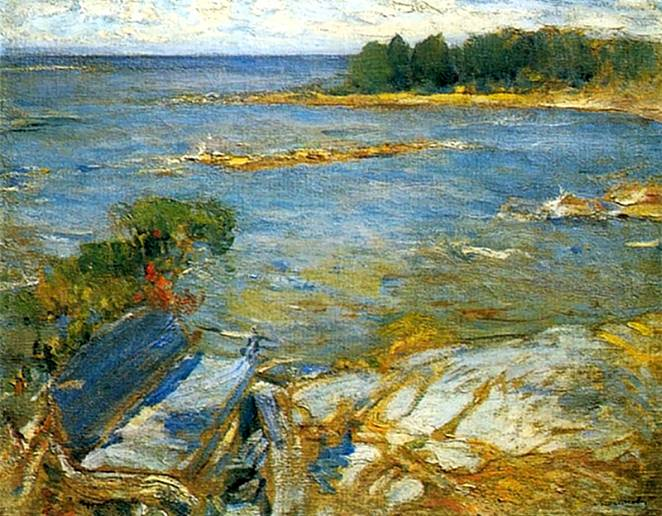
Abram Arkhipov Északi-tenger 1900 körül

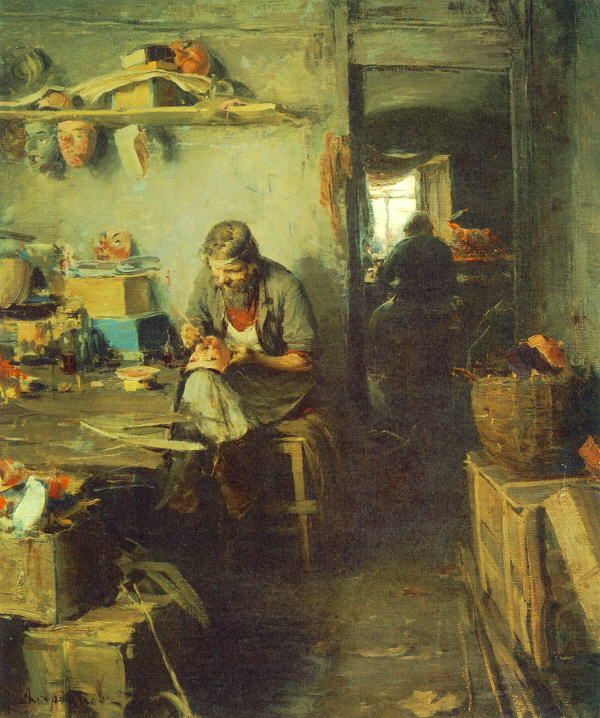
L'Atelier de masques (1897), musée d'art de Nijni Novgorod

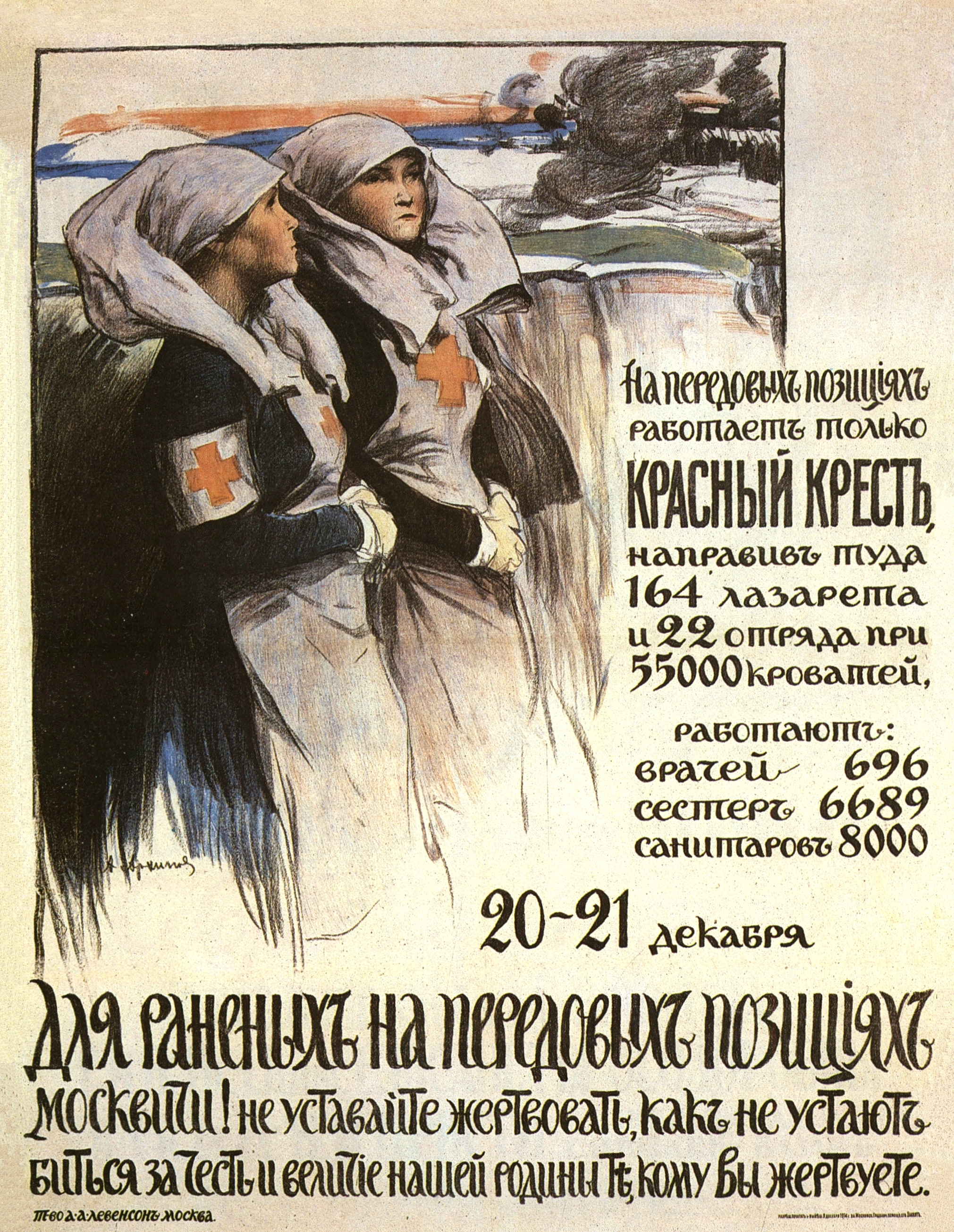
Affiche russe imprimée durant la Première Guerre mondiale (novembre 1914).

La liste suivante, incomplète, donne une idée de la variété des sujets abordés selon les circonstances de sa vie de peintre :
- 1882 : Boutique d'articles d'occasion. Galerie Tretiakov à Moscou
- 1883 : La Taverne. Galerie Tretiakov
- 1883 : L'ivrogne. Galerie Tretiakov
- 1884 : Cavalier désarçonné, collection permanente de l'Académie impériale (sous l'ancien régime)
- 1885 : La Visite au malade. Galerie Tretiakov
- 1889 : Sur l'Oka, huile sur toile, 40,8 X 76,5 cm. Galerie Tretiakov
- 1889 : Sur la Volga. Musée Russe de Saint-Pétersbourg
- 1889 : Peintre d'icônes au village, huile sur toile. Galerie Tretiakov
- 1891 : Frère lai. Galerie Tretiakov
- 1892 : Radonitsa avant la liturgie, huile sur toile, 58 X 114 cm. Musée Russe de Saint-Pétersbourg
- 1893 : Le convoi. galerie Tretiakov
- 1895 : Après le dégel, huile sur toile, 70 X 136 cm. Musée régional d'Art de Riazan
- 1896 : Femmes manœuvres à la fonderie. Galerie Tretiakov
- 1896 : Le Voyage de retour, huile sur toile, 35 X 69 cm. Galerie Tretiakov
- 1897 : Dans un atelier de masques, huile sur toile. Musée d'Art de Nijni Novgorod
- 1899 : Lavandières. Musée Russe de Saint-Pétersbourg
- 1900 : À la Mer Blanche, huile sur toile, 53,5 X 63 cm. Musée historique d'État d'Art et d'Architecture de Vladimir-Souzdal
- 1900 : Village du Nord, huile sur toile, 82 X 67 cm, Musée Russe de Saint-Pétersbourg
- 1900 : Village du Nord, huile sur toile, 62,5 X 73,5 cm. Musée national d'Art Tchouvache
- 1900 : La Mer du Nord, huile sur toile, 71 X 90 cm. Musée régional d'Art de Toula
- 1900 : Matin au village. Pont, huile sur toile, 75 X 89 cm. Musée national d'art Radichtchev de Saratov. (RA GALLERY indique 1911?)
- 1901 : Lavandières, huile sur toile, 91 X 70 cm. Galerie Tretiakov. (RA GALLERY indique 1890?)
- 1902 : Village du Nord, Galerie Tretiakov
- 1902 : Coucher de soleil sur un paysage d'hiver, huile sur toile, 106 X 90 cm. Musée d'Orsay à Paris[1]
- 1903 : Une jetée dans le Nord, Galerie Tretiakov
- 1910 : Mourom vers 1910, huile sur toile, 70 X 85 cm
- 1912 : Dans le Nord. Galerie Tretiakov
- 1913 : Cours intérieures à Moscou, huile sur toile
- 1914 : Dans un manoir, huile sur toile. Musée d'art de Iaroslavl
- 1914 : À la pointe du combat il y a seulement la Croix-Rouge, affiche, artel chromolithographie
- 1915 : Un jour de fête au printemps lors d'une visite, huile sur toile, 105 X 154 cm. Musée Russe de Saint-Pétersbourg
- 1915 : Jeune paysanne, pastel sur toile. Musée d'art et d'histoire de Serpoukhov
- 1916 : Paysanne, huile sur toile, 127 X 96 cm. Galerie Tretiakov
- 1917 : Paysanne buvant du thé, 141 X ,106,7 cm
- 1917 : Une série de tableaux ayant pour titre Jeune paysanne toutes représentées en costume traditionnel
- vers 1924 : Fille de Riazan, huile sur toile, 116,8 X 85,1 cm
- 1926 : Jeune paysanne
- 1927 : Jeune paysanne
- 1927 : Femme avec une cruche, huile sur toile, 108 X 87 cm. Galerie Tretiakov
- 1928 : Jeune paysanne
- 1928 : Jeune fille avec des pommes, huile sur toile, 113 X 89,5 cm. Sloane gallery of Art
- 1928 : Ivan Rodin, huile sur toile, 111,8 X 87 cm. Metropolitan Museum of Art

Autres œuvres regroupées par thème :
- Hiver, huile sur toile, 86,5 X 86,5 cm. Musée régional d'Art Ivan Kramskoï de Voronej
- Hiver. Arrière-cours, huile sur toile. Musée régional d'Art de Briansk
- À la Mer Blanche, huile sur toile.
- Paysage du Nord, 34,3 X 47 cm. Vendu par Sotheby's
- Paysage au ruisseau, huile sur carton, 25 X 40 cm
- Dans une maison
- Maison de paysans ukrainiens
- Au marché, huile sur toile, 116 X 130 cm
- Marché villageois, huile sur carton, 13 X 27 cm
- Les Pêcheurs
- Pêcheur sur la rivière
- Jeune paysan, huile sur toile, 46,5 X 38,5 cm. Vendu par Sotheby's
- Les Villageoises le dimanche, huile sur toile, 71,1 X 106 cm
- Jeune paysanne assise, huile sur toile, 121,9 X 93,3 cm. New Orleans Museum of Art
- Paysannes sur les rives de la Volga, huile sur toile, 100,5 X 189 cm
- Paysanne russe en costume, huile sur toile marouflée sur panneau, 50 X 40 cm
- Portrait d'une paysanne russe, 105 X 81 cm. Collection privée en Floride
- Paysanne avec un châle rouge, huile sur toile, 106,7 X 83,8 cm